# Pilophorus buenoi
Pilophorus buenoi är en insektsart som beskrevs av Bertil Robert Poppius 1914. Pilophorus buenoi ingår i släktet Pilophorus och familjen ängsskinnbaggar. Inga underarter finns listade i Catalogue of Life.